# Masdevallia josei
Masdevallia josei är en orkidéart som beskrevs av Carlyle August Luer. Masdevallia josei ingår i släktet Masdevallia och familjen orkidéer. Inga underarter finns listade i Catalogue of Life.